# Серебряков, Гавриил Иванович
Гаврии́л (Гаврила) Ива́нович Серебряко́в (1748—1818) — русский живописец, педагог, академик Императорской Академии художеств. Один из первых русских баталистов.

## Биография
Сын барабанщика. С 1761 года — ученик Императорской Академии художеств в Санкт-Петербурге, которую окончил меньше чем через два года после того, как за свои успехи в рисовании получил академическую малую серебряную медаль (1763), в 1765 — ещё одну малую серебряную медаль, в 1766 вновь отмечен — большой серебряной медалью.
Академическое образование окончил в 1770 году с малой золотой медалью, присужденной ему за картину «При пригорке каменном группа конная командующего генерала, при нём корнет со знаменем, с изображением на оном Российского герба и двух, одного гусарского и одного казацкого командиров, принимающих его повеления; с одной же стороны того пригорка вдали разсыпанного турка, а с другой насеянное поле с рекою, и на оных караван и суда купеческие, спокойно и с весельем отправляющие свои торги».
Тогда же ему был выдан аттестат 1-й степени и шпага.
В 1770 году вместе с художниками Иваном Якимовым и Михаилом Ивановым был отправлен за рубеж в Дюссельдорф для обучения искусству реставрации: «чтоб оне поучились искусству картины чистить, снимать и содержать в чистоте».
В 1774 году — отмечен за картину «Баталия конных воинов»; в 1775 году определён в класс живописи баталий.
В 1778 году получил звание академика Академии художеств за картину «Бывшего в 1769 г. под Хотиным некоторого турецкого корпуса опровержения под командою ген. Каменскаго» и преподавал в альма матер, кроме баталической, пейзажную и жанровую живопись.
Кроме того, занимался также портретной и миниатюрной живописью. В 1785 году уволен из преподавателей Академии.
Среди его учеников был, в частности, Михаил Иванович Шотошников.